# خوزپ انتونی نویا
خوزپ انتونی نویا (انگلیسی: Josep Antoni Noya; ۲۳ اوت ۱۹۳۹ – ۱۰ ژانویهٔ ۲۰۲۱) بازیکن فوتبال بود.